# Ruiny kościoła św. Jana Chrzciciela w Zajączkowie
Ruiny kościoła świętego Jana Chrzciciela w Zajączkowie – dawna świątynia znajdująca się obecnie w stanie ruiny we wsi Zajączkowo, w powiecie toruńskim, w województwie kujawsko-pomorskim.
Kościół został wzniesiony na przełomie XIII i XIV wieku. Utrzymanie świątyni zapewniały cztery włóki dzierżawionej ziemi, którą w XVI wieku użytkował ród Rokuszów z Dźwierzna. Później budowla zaczęła podupadać, ale została odbudowana w XVII wieku przez dziedzica Konarskiego. Podczas zaborów majątek w Zajączkowie został przejęty przez Gustawa Hertzla, który chciał przebudować świątynię na spichlerz, jednakże ostatecznie rząd pruski nakazał rozebrać kościół. Mimo sprzeciwów w 1865 roku świątynia została sprzedana i rozebrano jej dachy, w wyniku czego pozostała część szybko popadła w ruinę.
Kościół został zbudowany z nieociosanych, dużych kamieni polnych, uzupełnianych gruzem i spajanych zaprawą wapienną. Użyta została również cegła do utworzenia detali architektonicznych, w tym również kształtek. Była to budowla salowa na rzucie prostokąta, z zakrystią od strony północnej oraz kruchtą od strony południowej. Nakryta była dwuspadowym dachem opartym na dwóch szczytach od strony wschodniej i zachodniej, a także drewnianym daszkiem nad zakrystią. Wejście do świątyni prowadziło od strony zachodniej przez ostrołukowy, uskokowy i profilowany portal oraz od strony południowej przez ostrołukowy portal umieszczony w kruchcie.
Obecnie jest to ruina pozbawiona dachu z murami sięgającymi do poziomu około połowy wysokości okien. Wśród detali architektonicznych w najlepszym stanie można zobaczyć dwa profilowane portale: zachodni i południowy, dawniej znajdujący się wewnątrz kruchty.